# Адебайо Акінфенва
Сахід Адебайо Акінфенва (на прізвисько «Звір», нар. 10 травня 1982) — англійський професійний футболіст, який грає на позиції форварда у команді Вікомб Вондерерз. Відомий своєю фізичною силою і міцною статурою.
Перший професійний прорив Акінфенви стався у Донкастер Роверз. До цього він виступав у нижчих лігах англійського футболу, а також  в Литві та Уельсі. Після короткотривалого, але успішного виступу в Донкастері Акінфенва переїхав у свій сьомий клуб — Торкі Юнайтед. Він підтвердив свій статус бомбардира, але залишив команду, яка вела боротьбу за виживання, приєднавшись в наступному сезоні до команди з Першої ліги Анлії — Суонсі Сіті. Провівши два сезони у валлійському клубі, він перейшов у Міллуолл з Першої ліги Англії, а  пізніше перейшов у Нортгемптон. Наступні шість років Акінфенва  провів у поневіряннях, переходячи з Нортгемптона до Джиллінгема, де його гольові здібності ще були помітні. У червні 2014 року він підписав контракт з Вімблдоном, а два роки потому змінив команду на Вікомб Вондерерз, за яку виступає і на даний момент.

## Особисте життя
Акінфенва є близьким другом Кларка Карлайла, з яким вони разом грали за Нортгемптон. У дитинстві підтримував Ліверпуль, а  його улюбленим гравцем був Джон Барнс. Його батько — мусульманин, а мати — християнка. Будучи дитиною Акінфенва сповідував іслам, тепер він християнин.
Спортсмен став відомим  як найсильніший футболіст у світі в різних виданнях серії відеоігор ФІФА. У вересні 2014 року його запросили на захід, присвячений FIFA 15, разом з різними   знаменитостями та гравцями англійської Прем'єр-Ліги. Серед них були Ріо Фердінанд, Джордж Гроувс і Lethal Bizzle. Вважають, що Акіфенва важить понад 100 кг. Його  жим лежачи складає 200 кг, що майже вдвічі більше його власної ваги. Він має власний бренд одягу під назвою Beast Mode On, який базується на його репутації сильної людини.
Завдяки своїм антропометричним даним та FIFA Адебайо Акінфенва потрапив у Книгу рекордів Гіннеса. Нападник став першим футболістом, який вшосте поспіль визнаний найсильнішим гравцем у футбольному симуляторі FIFA.

## Кар'єра

### Початок кар'єри
Народився в Іслінгтоні, Лондон. Підлітком він перейшов у литовський клуб «Атлантас» за порадою свого агента, брат дружини якого був членом тренерського штабу литовської команди. Футболіст зазнавав расистських образ з боку вболівальників. Пізніше сам гравець казав: «Ми приїхали з Лондона в країну, де ніхто не поважав мене, це було просто нахабно». Він провів два роки в клубі, після чого  повернувся до Великої Британії на початку 2003 року, де приєднався до чемпіонів валлійської Прем'єр-Ліги — Баррі Таун. Акінфенва допоміг Баррі виграти валлійський Кубок і здобути срібні нагороди валлійської Прем'єр-ліги. Однак зовсім скоро після переходу футболіста клуб зіткнувся з фінансовою кризою, через яку  був змушений розпустити команду. Акінфенва швидко приєднався до Бостон Юнайтед в жовтні 2003 року. У дебютному матчі Адебайо забив переможний гол на останній хвилині у матчі проти  «Свіндон Таун» в рамках Трофею футбольної Ліги. Не зумівши закріпитися в команді, він перебрався в «Лейтон Орієнт» у листопаді, але через місяць покинув команду. У грудні 2003 року він перейшов у Рашден & Даймондс, а в лютому 2004 року перебрався до стану Донкастер Роверз. Це вже був його п'ятий клуб у поточному сезоні.

### Торкі Юнайтед
У липні 2004 року футболіст змінив клуб знову, підписавши контракт з  Торкі Юнайтед. Команда якраз шукала заміну Девіду Грехему, який перейшов у Віган. Адебайо забив 14 голів в англійській лізі  протягом сезону 2004-05 сезону, але не зміг допомогти команді уникнути вильоту в Другу лігу. Він відмовився підписувати новий контракт зТоркі наприкінці сезону.

### Суонсі
У липні 2005 року перейшов у команду Свонсі Сіті, функціонери якої заплатили за футболіста  £85,000 компенсації Торкі Юнайтед. Забив у дебютному матчі проти Транмере Роверз. Це також був перший гол, забитий в офіційних матчах за «Суонсі» на новому «Ліберті Стедіум». Адебайо відзначився переможним голом у фіналі Трофею футбольної ліги 2006, в якому Суонсі " обіграв Карлайл Юнайтед 2-1. Він також допоміг Суонсі дістатися фіналу плей-оф Першої Ліги у своєму першому сезоні. Основний час гри завершився з рахунком  2:2. Матч перейшов у серію пенальті, в якій Акінфенва був одним із двох гравців «Суонсі», які не забили пенальті. Підвищення у класі отримав Барнслі. У наступному сезоні Адебайо регулярно виходив на поле, поки не зламав праву ногу у домашньому матчі проти Сканторп Юнайтед, який його команда програла 0:2. На цьому сезон для нього закінчився. У нього була подібна проблема у жовтні минулого року, пов'язана з переломом лівої гомілки.

### Міллуолл
Наприкінці сезону 2006-07 відмовився підписувати новий контракт з «Суонсі», погодивши контракт зі «Свіндон Таун» 29 червня 2007 року. Проте він не пройшов медичний огляд.
Згодом у листопаді 2007 року він приєднався до першолігової команди Міллволл, підписавши місячний контракт, проте не зміг забити жодного м'яча у семи матчах.

### Нортгемптон Таун
18 січня 2008 року підписав контракт з Брістоль Роверс до кінця сезону  2007-08. Дебютував у матчі проти клубу «Свіндон Таун». Він вийшов на заміну та забив гол наприкінці матчу, здобувши для команди нічию 1:1. Потім він знову допоміг своїй команді, забивши гол у матчі проти «Лідс Юнайтед», який також завершився нічиєю 1:1. Наступний матч проти Джиллінгема розпочав в основі і забив два голи в матчі, який його команда виграла 4:0. Він забив ще три голи в цьому сезоні.
30 травня 2008 року підписав новий однорічний контракт з Нортгемптоном, незважаючи на пропозиції «Лейтон Орієнт» та «Грімсбі Таун». Він почав сезон 2008-09, двічі забивши в трьох матчах до кінця вересня.
Завершив своє перебування вНортгемптоні в травні 2010 року. Гравцеві запропонували новий контракт, але Нортгемптон не зміг погодити з ним умови договору у відповідні терміни.

### Джиллінгем

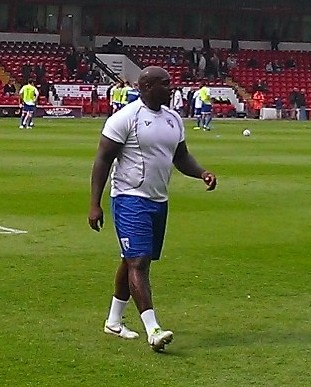
Акінфенва на передматчевій розминці Джиллінгема у 2014 році

29 липня 2010 року він підписав однорічний контракт з Джиллінгемом. Він забив головою у дебютному матчі проти Челтнем Таун. У той час в новій команді Акінфенва зумів сформувати міцні партнерські стосунки із Коді Макдональдом. Дуету форвардів вдалося забити 36 голів на двох у цьому сезоні.

### Повернення в Нортгемптон
Футболіст повернувся на Сиксфілдс 25 травня 2011 року. Новий менеджер команди Гері Джонсон запросив його до команди, щоб «вразити уяву вболівальників». Адебайо забив свій перший гол у ворота  Брістоль Роверс 16 серпня. 10 листопада 2012 року в матчі проти Аккрінгтон Стенлі він забив свій перший у кар'єрі хет-трик. Три роки потому Нортгемптон  спіткали фінансові труднощі. Акінфенва виставив на аукціон футболку, в якій він грав у цьому матчі, виручивши £440, які вніс у фонд вболівальників. Нортгемптон Таун припинив співпрацю з нападником наприкінці сезону 2012-13.

### Повернення до Джиллінгему
Знову перейшов у Джиллінгем на правах вільного агента 2 липня 2013 року. Повернувшись у команду, гравець відновив успішний дует з Коді Макдональдом. Протягом сезону 2013-14 Адебайо забив 10 голів. Здобув 3 місце в номінації найкращий гравець за версією вболівальників. Покинув клуб, коли закінчився його однорічний контракт.

### Вімблдон
20 червня 2014 року він підписав контракт з друголіговим  Вімблдоном, який полював за ним, щоб підписати, протягом 14 місяців. У третьому раунді Кубка Англії 5 січня 2015 року, в якому «Вімблдон» приймав «Ліверпуль» на Кінгсмідов, забив гол команді, за яку він вболіває, хоча це не врятувало «Вімблдон» від поразки 1-2. 8 червня 2015 року Продовжив контракт з Вімблдоном, відхиливши пропозиції клубів Першої ліги та МЛС. 30 травня 2016 року забив пенальті у матчі проти «Плімут Аргайл» у фіналі плей-оф Другої ліги, допомігши здобути перемогу 2-0. Після цього покинув команду. У післяматчевому інтерв'ю Sky Spot він сказав: «Я думаю, що формально тепер безробітний, тому будь-які менеджери можуть написати мені у WhatsApp і запропонувати роботу.»
Вікомб Вондерерз
Після відходу з Вімблдону підписав контракт з Вікомб Вондерерз терміном на один рік. У квітні 2018 року був номінований на титул ПФА Другої Ліги  як гравець сезону.

## Статистика кар'єри
Станом на 6 жовтня 2018 року
| Клуб                | Сезон              | Чемпіонат           | Чемпіонат | Чемпіонат | Кубок | Кубок | Кубок Ліги | Кубок Ліги | Трофей Футбольної Ліги | Трофей Футбольної Ліги | Плей-оф | Плей-оф | Європа | Європа | Загалом | Загалом |
| Клуб                | Сезон              | Дивізіон            | Матчі     | Голи      | Матчі | Голи  | Матчі      | Голи       | Матчі                  | Голи                   | Матчі   | Голи    | Матчі  | Голи   | Матчі   | Голи    |
| ------------------- | ------------------ | ------------------- | --------- | --------- | ----- | ----- | ---------- | ---------- | ---------------------- | ---------------------- | ------- | ------- | ------ | ------ | ------- | ------- |
| Атлантас            | 2001               | А-ліга              | 18        | 4         | 3     | 1     | —          | —          | —                      | —                      | —       | —       | 2      | 0      | 23      | 5       |
| Атлантас            | 2002               | А-ліга              | 4         | 1         | 0     | 0     | —          | —          | —                      | —                      | —       | —       | 0      | 0      | 4       | 1       |
| Атлантас            | Загалом            | Загалом             | 22        | 5         | 3     | 1     | —          | —          | —                      | —                      | —       | —       | 2      | 0      | 27      | 6       |
| Баррі Таун          | 2002–03            | Прем'єр-ліга Уельсу | 8         | 6         | 1     | 0     | —          | —          | —                      | —                      | —       | —       | —      | —      | 9       | 6       |
| Баррі Таун          | 2003–04            | Прем'єр-ліга Уельсу | 1         | 0         | 0     | 0     | —          | —          | —                      | —                      | —       | —       | 2      | 0      | 3       | 0       |
| Баррі Таун          | Загалом            | Загалом             | 9         | 6         | 1     | 0     | —          | —          | —                      | —                      | —       | —       | 2      | 0      | 12      | 6       |
| Бостон Юнайтед      | 2003–04            | Третій дивізіон     | 3         | 0         | 0     | 0     | 0          | 0          | 1                      | 1                      | —       | —       | —      | —      | 4       | 1       |
| Лейтон Орієнт       | 2003–04            | Третій дивізіон     | 1         | 0         | 1     | 0     | 0          | 0          | 0                      | 0                      | —       | —       | —      | —      | 2       | 0       |
| Рашден енд Даймондс | 2003–04            | Друга діга          | 0         | 0         | 0     | 0     | 0          | 0          | 0                      | 0                      | —       | —       | —      | —      | 0       | 0       |
| Донкастер Роверз    | 2003–04            | Третій дивізіон     | 9         | 4         | 0     | 0     | 0          | 0          | 0                      | 0                      | —       | —       | —      | —      | 9       | 4       |
| Торкі Юнайтед       | 2004–05            | Перша ліга          | 37        | 14        | 1     | 0     | 1          | 0          | 2                      | 2                      | —       | —       | —      | —      | 41      | 16      |
| Суонсі Сіті         | 2005–06            | Перша ліга          | 34        | 9         | 1     | 0     | 1          | 1          | 6                      | 5                      | 2       | 0       | —      | —      | 44      | 15      |
| Суонсі Сіті         | 2006–07            | Перша ліга          | 25        | 5         | 4     | 1     | 1          | 0          | 1                      | 0                      | —       | —       | —      | —      | 31      | 6       |
| Суонсі Сіті         | Загалом            | Загалом             | 59        | 14        | 5     | 1     | 2          | 1          | 7                      | 5                      | 2       | 0       | —      | —      | 75      | 21      |
| Міллволл            | 2007–08            | Перша ліга          | 7         | 0         | 2     | 0     | 0          | 0          | 0                      | 0                      | —       | —       | —      | —      | 9       | 0       |
| Нортгемптон Таун    | 2007–08            | Перша ліга          | 15        | 7         | 0     | 0     | 0          | 0          | 0                      | 0                      | —       | —       | —      | —      | 15      | 7       |
| Нортгемптон Таун    | 2008–09            | Перша ліга          | 33        | 13        | 0     | 0     | 3          | 2          | 0                      | 0                      | —       | —       | —      | —      | 36      | 15      |
| Нортгемптон Таун    | 2009–10            | Друга ліга          | 40        | 17        | 2     | 0     | 1          | 0          | 1                      | 0                      | —       | —       | —      | —      | 44      | 17      |
| Нортгемптон Таун    | Загалом            | Загалом             | 88        | 37        | 2     | 0     | 4          | 2          | 1                      | 0                      | —       | —       | —      | —      | 95      | 39      |
| Джиллінгем          | 2010–11            | Друга ліга          | 44        | 11        | 1     | 0     | 1          | 0          | 0                      | 0                      | —       | —       | —      | —      | 46      | 11      |
| Нортгемптон Таун    | 2011–12            | Друга ліга          | 39        | 18        | 1     | 0     | 1          | 0          | 1                      | 0                      | —       | —       | —      | —      | 42      | 18      |
| Нортгемптон Таун    | 2012–13            | Друга ліга          | 41        | 16        | 2     | 0     | 2          | 0          | 3                      | 1                      | 3       | 0       | —      | —      | 51      | 17      |
| Нортгемптон Таун    | Загалом            | Загалом             | 80        | 34        | 3     | 0     | 3          | 0          | 4                      | 1                      | 3       | 0       | —      | —      | 93      | 35      |
| Джиллінгем          | 2013–14            | Перша ліга          | 34        | 10        | 2     | 0     | 1          | 0          | 0                      | 0                      | —       | —       | —      | —      | 37      | 10      |
| Вімблдон            | 2014–15            | Друга ліга          | 45        | 13        | 4     | 1     | 1          | 0          | 2                      | 1                      | —       | —       | —      | —      | 52      | 15      |
| Вімблдон            | 2015–16            | Друга ліга          | 38        | 6         | 0     | 0     | 1          | 0          | 0                      | 0                      | 3       | 2       | —      | —      | 42      | 8       |
| Вімблдон            | Загалом            | Загалом             | 83        | 19        | 4     | 1     | 1          | 0          | 2                      | 1                      | 3       | 2       | —      | —      | 94      | 23      |
| Вікомб Вондерерз    | 2016–17            | Друга ліга          | 42        | 12        | 4     | 2     | 1          | 0          | 5                      | 4                      | —       | —       | —      | —      | 52      | 18      |
| Вікомб Вондерерз    | 2017–18            | Друга ліга          | 42        | 17        | 3     | 1     | 1          | 0          | 0                      | 0                      | —       | —       | —      | —      | 46      | 18      |
| Вікомб Вондерерз    | 2018–19            | Перша ліга          | 12        | 3         | 0     | 0     | 2          | 1          | 1                      | 0                      | —       | —       | —      | —      | 15      | 4       |
| Вікомб Вондерерз    | Загалом            | Загалом             | 96        | 32        | 7     | 3     | 4          | 1          | 6                      | 4                      | —       | —       | —      | —      | 113     | 40      |
| Загалом за кар'єру  | Загалом за кар'єру | Загалом за кар'єру  | 572       | 186       | 33    | 6     | 18         | 4          | 23                     | 14                     | 8       | 2       | 4      | 0      | 657     | 212     |

1. ↑  Матчі в Кубку Литви, Кубку Уельсу та Кубку Англії
2. ↑  Матчі за Трофей Футбольної ліги
3. ↑  Матчі в плей-оф Першої ліги та плей-оф Другої ліги
4. ↑  Матчі в Кубку УЄФА 2001—2002 та Лізі чемпіонів УЄФА 2003—2004

## Титули
Атлантас
- Кубок Литви: 2000-01

Баррі Таун
- Валлійська Прем'єр-Ліга: 2002-03
- Кубок Уельсу: 2002-03

Суонсі
- Трофей Футбольної Ліги: 2005-06

Вімблдон
- Плей-оф Другої ліги Англії: 2015-16

Індивідуальні
- Команда року за версією ПФА: 2017-18 Друга ліга[61]
- Гравець року в Торкі Юнайтед: 2005
- Гравець року в  Нортгемптон Таун: 2010
- Граець року у Вімблдоні: 2015[62]
- Гравець року у Вікомб Вондерерз : 2017[63]